# Rėkyva-See
Der Rėkyva-See (lit. Rėkyvos ežeras) ist ein See im nördlichen Litauen, in der Stadtgemeinde Šiauliai, etwa 7 km südlich der Stadt. Am östlichen Seeteil (Ufer) liegt Bačiūnai und die nach dem Zweiten Weltkrieg entstandene Siedlung Rėkyva.
Der See entstand aus einem Hochmoor. Bedeutsam ist er bezüglich Umweltschutz, Erholung und Wasserversorgung. Im 20. Jahrhundert wurden der Banko-Kanal und der Kanal Vilkuriai gegraben, welche eine Verbindung zwischen dem Rėkyva und dem See Ginkūnai ermöglichen.